# Stéphane Ougier
Pas d'image ? Cliquez ici

a Compétitions nationales et continentales officielles uniquement.

b Matchs officiels uniquement.
Stéphane Ougier, est né le 5 octobre 1967 à Toulouse. C’est un ancien joueur de rugby à XV, qui a joué avec l'équipe de France de 1992 à 1997 et avec le Stade toulousain, évoluant au poste d’arrière (1,90 m pour 92 kg).

## Biographie

### Carrière sportive
Le 7 janvier 1996, il joue avec le Stade toulousain la première finale de l'histoire de la coupe d'Europe à l'Arms Park de Cardiff face au Cardiff RFC, les toulousains s'imposent 21 à 18 après prolongation et deviennent ainsi les premiers champions d'Europe.

### Carrière professionnelle
Stéphane Ougier est titulaire d'un diplôme d'ingénieur de l'ENSEEIHT (École nationale supérieure d'électrotechnique, d'électronique, d'informatique, d'hydraulique et des télécommunications), obtenu en 1991.
Il obtient en 1993 un Doctorat en Physique de l'Université Paul Sabatier (Toulouse III).
Depuis sa retraite sportive, Stéphane Ougier effectue un parcours professionnel dans l'industrie et les hautes technologies. Depuis 2010, il est l'un des dirigeants d'Alten, entreprise française d'ingénierie et conseil en technologies.

### Vie privée
En octobre 1995, il est condamné par le tribunal correctionnel de Toulouse à cinq mois de prison avec sursis pour «homicide involontaire et délit de fuite» pour avoir, au volant de sa voiture, provoqué la mort d'un motocycliste, avant de prendre la fuite.

## Carrière

### En club
- US Colomiers : 1986-1987

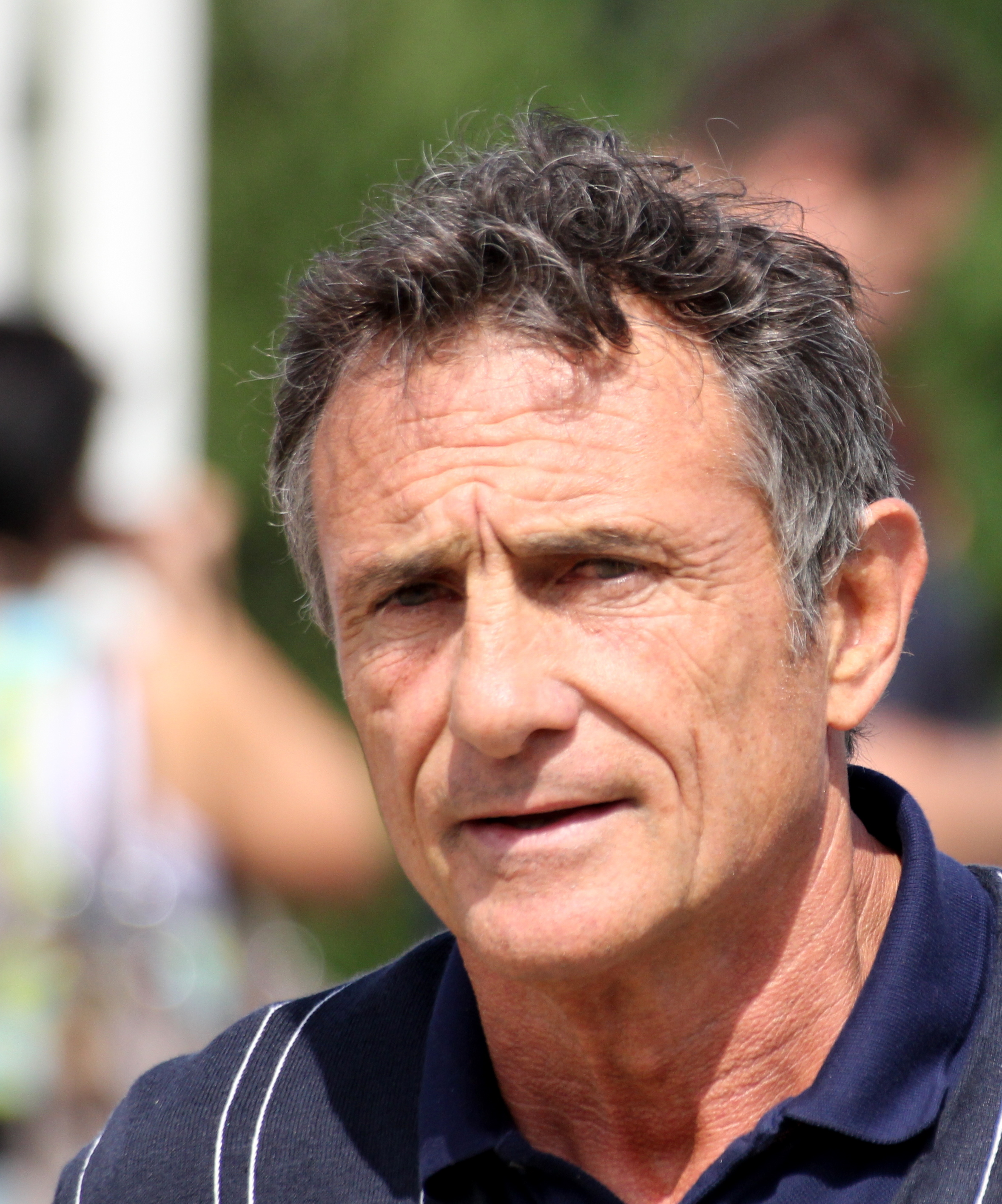
Guy Novès, ici en 2011, est l'entraîneur de Stéphane Ougier au Stade toulousain de 1993 à 2002.

- Stade toulousain : 1987-2002 (351 matchs[4])

### En équipe nationale
Il a disputé son premier test match le 28 mai 1992, contre l'équipe de Roumanie, et le dernier contre l'équipe d'Italie, le 22 mars 1997 (1 victoire et 1 défaite).

## Statistiques

### Tournoi des Cinq Nations
| Édition           | Rang | Résultats France | Résultats Ougier | Matchs Ougier |
| ----------------- | ---- | ---------------- | ---------------- | ------------- |
| Cinq Nations 1993 | 1    | 3 v, 0 n, 1 d    | 0 v, 0 n, 1 d    | 1/4           |

Légende : v = victoire ; n = match nul ; d = défaite ; la ligne est en gras quand il y a Grand Chelem.

## Palmarès

### En club
- Championnat de France de première division :
  - Champion (6) : 1994, 1995, 1996, 1997, 1999 et 2001
  - Vice-champion (1) : 1991
- Coupe d'Europe :
  - Vainqueur (1) : 1996
- Challenge Yves du Manoir :
  - Vainqueur (3) : 1988, 1993 et 1995
- Coupe de France :
  - Vainqueur (1) : 1998

### En équipe nationale
- Sélections en équipe nationale : 4
- Sélections par année : 2 en 1992, 1 en 1993, 1 en 1997
- Tournoi des Cinq Nations disputé : 1993